# Beyoncé (альбом)
Beyoncé (стилизовано BEYONCÉ) — пятый студийный альбом американской певицы Бейонсе, выпущенный 13 декабря 2013 года. Ноулз выступила исполнительным продюсером, соавтором и сорежиссёром музыкальных видео; значительный вклад внесли Тимбалэнд, Джастин Тимберлейк, Фаррелл Уильямс и Boots. Запись пластинки началась в 2012 году, во время мирового тура Бейонсе.
Альбом был выпущен без объявления и промо на iTunes Store, удивив поклонников и общественность. Описав его как «визуальный альбом», Бейонсе представила видеоклип к каждому треку.
Первый визуальный альбом исполнительницы содержит 14 новых песен и 17 видеоклипов. Все видео были сняты в течение 2013 года в нескольких местах по всему миру, в том числе в: Хьюстоне, Нью-Йорке, Париже, Сиднее, Мельбурне, и Рио-де-Жанейро.

## Запись и композиция
«Я вижу музыку как что-то большее, чем просто то, что я слышу. Когда я с чем-то связана, я сразу вижу это визуально или серию изображений, которые связаны с чувством или эмоцией, воспоминанием из моего детства, мыслями о жизни, моими мечтами или моими фантазиями. И они все связаны с музыкой.»
Впервые композицию Beyoncé, Ноулз обсуждала с Джейсоном Гаем из Vogue в январе 2013 года. Гай описывает внимание Ноулз на детали, как «навязчивое», отметив её видение шаблонов, созданных для вдохновения, которые содержали потенциальные названия песен, старые обложки альбомов и фотографии прошлых выступлений. Запись началась в The Hamptons в Нью-Йорке летом 2012 года. Ноулз сопровождал её муж Jay-Z, дочь Блю Айви, а также Тимбалэнд, Джастин Тимберлейк и The-Dream. Ноулз нашла расслабляющую атмосферу, сказав: «Мы обедали с продюсерами каждый день, как семья… это было похоже на лагерь. Выходные прочь. Ты можешь пойти и прыгнуть в бассейн и ездить на велосипедах… океан, трава и солнце… это было действительно безопасным местом.»
Несмотря на ожидания СМИ и фанатов, выступление Ноулз на Super Bowl и мировой тур не содержали новой музыки. 17 марта 2013 года, певица разместила трек под названием «Bow Down/I Been On» на своём аккаунте в SoundCloud, который позже стал частью «Flawless». Ноулз также предварительно представила «Grown Woman» в рекламе Pepsi, и «Standing on the Sun», которая была использована в рекламе для H&M и L'Oreal.

## Коммерческий успех
13 декабря 2013 года Billboard объявил, что альбом был продан тиражом 80 000 единиц в первые три часа продаж. Такие цифры были благоприятными по сравнению с Blame It All on My Roots: Five Decades of Influences (2013) Гарта Брукса, который, как ожидалось, останется под #1 в американском чарте Billboard 200 с трёхнедельными продажами 150—160 тысяч копий, предшествующих релизу Beyoncé. Бейонсе дебютирует под #1 в Billboard 200 c продажами 617 000 экземпляров.
Альбом возглавил iTunes в 108 странах, что являлось рекордом до того, как Адель возглавила тот же iTunes в более 115 странах. «BEYONCÉ» стал первым женским альбомом за долгое время, находящимся 3 недели подряд на вершине Billboard с тех пор как там была Тейлор Свифт в конце 2012 года. К марту 2014 года насчитывалось около 3 миллионов проданных копий по всему миру, а в Великобритании было продано более 300 000 копий, за что альбом был сертифицирован как платиновый.

## Список композиций
| №   | Название                                             | Автор(ы) | {{{extra_column}}}                               | Длительность |
| --- | ---------------------------------------------------- | --- | ------------------------------------------------ | ------------ |
| 1.  | «Pretty Hurts»                                       | Joshua Coleman, Sia Furler, Beyoncé Knowles                                                                    | Ammo, Knowles                                    | 4:17         |
| 2.  | «Ghost» / «Haunted»                                  | Boots, Knowles                                                                                                 | Boots, Knowles                                   | 6:09         |
| 3.  | «Drunk in Love» (при участии Jay Z)                  | Knowles, Noel Fisher, Shawn Carter, Andre Eric Proctor, Rasool Diaz, Brian Soko, Timothy Mosley, Jerome Harmon | Detail, Knowles                                  | 5:23         |
| 4.  | «Blow»                                               | Pharrell Williams, Knowles, James Fauntleroy, Mosley, Harmon, Justin Timberlake                                | Williams, Knowles, Timbaland                     | 5:09         |
| 5.  | «No Angel»                                           | Caroline Polachek, Knowles, Fauntleroy                                                                         | Polachek, Knowles                                | 3:48         |
| 6.  | «Yoncé» / «Partition»                                | Knowles, Terius Nash, Timberlake, Mosley, Harmon, Dwane Weir II                                                | Timbaland, Harmon, Timberlake, Knowles, Key Wane | 5:19         |
| 7.  | «Jealous»                                            | Fisher, Knowles, Proctor, Diaz, Soko, Boots                                                                    | Detail, Knowles                                  | 3:04         |
| 8.  | «Rocket»                                             | Miguel Jontel Pimentel, Knowles, Timberlake, Mosley, Harmon                                                    | Timbaland, Knowles, Harmon                       | 6:31         |
| 9.  | «Mine» (при участии Drake)                           | Noah Shebib, Aubrey Drake Graham, Knowles, Jordan Kenneth Cooke Ullman, Sidney "Omen" Brown                    | Noah "40" Shebib                                 | 6:18         |
| 10. | «XO»                                                 | Ryan Tedder, Nash, Knowles                                                                                     | Tedder, Nash, Knowles, Hit-Boy                   | 3:35         |
| 11. | «***Flawless» (при участии Chimamanda Ngozi Adichie) | Knowles, Nash, Chauncey Hollis, Rey Reel                                                                       | Hit-Boy, Knowles, Rey Reel                       | 4:10         |
| 12. | «Superpower» (при участии Frank Ocean)               | Williams, Frank Ocean, Knowles                                                                                 | Williams                                         | 4:36         |
| 13. | «Heaven»                                             | Boots, Knowles                                                                                                 | Boots, Knowles                                   | 3:50         |
| 14. | «Blue» (при участии Blue Ivy)                        | Boots, Knowles                                                                                                 | Boots, Knowles                                   | 4:26         |

| №   | Название                                             | Режиссёр-->                                | Длительность |
| --- | ---------------------------------------------------- | ------------------------------------------ | ------------ |
| 15. | «Pretty Hurts»                                       | Melina Matsoukas                           | 7:04         |
| 16. | «Ghost»                                              | Pierre Debusschere                         | 2:31         |
| 17. | «Haunted»                                            | Jonas Åkerlund                             | 5:21         |
| 18. | «Drunk in Love» (при участии Jay Z)                  | Hype Williams                              | 6:21         |
| 19. | «Blow»                                               | Williams                                   | 5:25         |
| 20. | «No Angel»                                           | @lilinternet                               | 3:53         |
| 21. | «Yoncé»                                              | Ricky Saiz                                 | 2:02         |
| 22. | «Partition»                                          | Jake Nava                                  | 3:49         |
| 23. | «Jealous»                                            | Knowles, Francesco Carrozzini, Todd Tourso | 3:26         |
| 24. | «Rocket»                                             | Knowles, Ed Burke, Bill Kirstein           | 4:30         |
| 25. | «Mine» (при участии Drake)                           | Dubusschere                                | 4:59         |
| 26. | «XO»                                                 | Terry Richardson                           | 3:35         |
| 27. | «***Flawless» (при участии Chimamanda Ngozi Adichie) | Nava                                       | 4:12         |
| 28. | «Superpower» (при участии Frank Ocean)               | Åkerlund                                   | 5:24         |
| 29. | «Heaven»                                             | Knowles, Tourso                            | 3:55         |
| 30. | «Blue» (при участии Blue Ivy)                        | Knowles, Burke, Kirstein                   | 4:35         |
| 31. | «Grown Woman» (bonus video)                          | Nava                                       | 4:24         |
| 32. | «Credits»                                            |                                            | 2:34         |

## Расширенное издание
Немногим менее года после выхода оригинального альбома, было выпущено дополнительное издание в виде двух расширенных версий: «Beyoncé: Platinum Edition» и «Beyonce: Platinum Edition (More)».
«Beyoncé: Platinum Edition» вышел на физических носителях и в музыкальных онлайн-магазинах 24 ноября 2014. Издание состоит из четырёх дисков: оригинальный альбом, 17 видеоклипов на диске с визуальными материалами, 10 концертных выступлений в рамках тура The Mrs. Carter Show World Tour и диск с новыми материалами (две новые записанные для альбома песни: «7/11» и «Ring Off», а также 4 ремикса, записанные с Kanye West, Nicki Minaj, Pharell и Mr.Vegas и официальным календарём на 2015 год от Бейонсе.
Первым синглом в поддержку расширенного издания, стала песня «7/11». 21 ноября 2014 года был выпущен клип.
Вторую песню — «Ring Off» — Бейонсе посвятила своей матери, американской бизнесвумен и модельеру Тине Ноулз, которая пережила трудный развод со своим мужем, отцом Бейонсе Мэттью Ноулзом. Тина Ноулз развелась с Метью Ноулзом после 30 лет брака из-за неверности. Сейчас Тина встречается с 66-летним актёром Ричардом Лосоном. Бейонсе поддерживает маму и рада её новым отношения «You found a new man now», «You shine and you’re fine».

## Чарты
| Чарт (2013)                       | Высшая позиция |
| --------------------------------- | -------------- |
| Франция (SNEP)                    | 24             |
| Шотландия (Scottish Albums Chart) | 10             |
| Великобритания (UK Albums Chart)  | 2              |
| US Billboard 200                  | 1              |

## История релиза
| Страна         | Дата            | Формат               | Лейбл                           |
| -------------- | --------------- | -------------------- | ------------------------------- |
| Австралия      | 13 декабря 2013 | Цифровая дистрибуция | Parkwood Entertainment Columbia |
| Бразилия       | 13 декабря 2013 | Цифровая дистрибуция | Parkwood Entertainment Columbia |
| Канада         | 13 декабря 2013 | Цифровая дистрибуция | Parkwood Entertainment Columbia |
| Франция        | 13 декабря 2013 | Цифровая дистрибуция | Parkwood Entertainment Columbia |
| Германия       | 13 декабря 2013 | Цифровая дистрибуция | Parkwood Entertainment Columbia |
| Великобритания | 13 декабря 2013 | Цифровая дистрибуция | Parkwood Entertainment Columbia |
| США            | 13 декабря 2013 | Цифровая дистрибуция | Parkwood Entertainment Columbia |
| Россия         | 13 декабря 2013 | Цифровая дистрибуция | Parkwood Entertainment Columbia |
| США            | 21 декабря 2013 | CD                   | Parkwood Entertainment Columbia |

## Награды
| Церемония Наград                 | Год  | Песня                     | Награда                            | Результат |
| -------------------------------- | ---- | ------------------------- | ---------------------------------- | --------- |
| World Music Award                | 2014 | BEYONCÉ                   | Лучший мировой альбом              | Номинация |
| Billboard Music Awards           | 2014 | BEYONCÉ                   | Лучший ритм-н-блюз-альбом          | Номинация |
| Billboard Music Awards           | 2014 | BEYONCÉ                   | Лучший альбом Billboard 200        | Номинация |
| American Music Award             | 2014 | BEYONCÉ                   | Лучший альбом в стиле соул/R&B     | Победа    |
| Soul Train Music Award           | 2014 | BEYONCÉ                   | Альбом года                        | Победа    |
| Грэмми                           | 2015 | «Drunk In Love» (с Jay-Z) | Лучшая R&B песня                   | Победа    |
| Грэмми                           | 2015 | BEYONCÉ                   | Лучший урбан/современный альбом    | Номинация |
| Грэмми                           | 2015 | BEYONCÉ                   | Лучший альбом с объёмным звучанием | Победа    |
| Грэмми                           | 2015 | BEYONCÉ                   | Альбом года                        | Номинация |
| Грэмми                           | 2015 | «Drunk In Love» (с Jay-Z) | Лучшее R&B исполнение              | Победа    |
| NAACP Image Award                | 2015 | Beyoncé: Platinum Edition | Лучший альбом                      | Номинация |
| BET Awards                       | 2015 | «7/11»                    | Видео года                         | Победа    |
| BET Awards                       | 2015 | «7/11»                    | Клипмейкер года                    | Победа    |
| BET Awards                       | 2015 | «7/11»                    | Выбор зрителей                     | Номинация |
| ASCAP Rhythm & Soul Music Awards | 2015 | «Drunk In Love»           | Лучшая R&B/хип-хоп композиция      | Победа    |
| ASCAP Rhythm & Soul Music Awards | 2015 | «***Flawless»             | Лучшая R&B/хип-хоп композиция      | Победа    |
| ASCAP Rhythm & Soul Music Awards | 2015 | «Partition»               | Лучшая R&B/хип-хоп композиция      | Победа    |

## Сертификации
| Регион                        | Сертификации | Продажи   |
| ----------------------------- | ------------ | --------- |
| Австралия (ARIA)              | Платина      | 70 000    |
| Бразилия (ABPD)               | 2× Платина   | 80 000    |
| Дания (IFPI)                  | Золото       | 10 000    |
| Ирландия (IRMA)               | Золото       | 7500      |
| Испания (PROMUSICAE)          | Золото       | 20 000    |
| Канада (CRIA)                 | Платина      | 80 000    |
| Нидерланды (NVPI)             | Платина      | 50 000    |
| Новая Зеландия (RMNZ)         | Платина      | 15 000    |
| Польша (ZPAV)                 | Платина      | 20 000    |
| Соединенное Королевство (BPI) | Платина      | 418 000   |
| США (RIAA)                    | 2× Платина   | 2 200 000 |
| Франция (SNEP)                | Золото       | 100 000   |
| Швейцария (IFPI)              | Золото       | 15 000    |
| Весь мир                      |              | 5 000 000 |